# 科斯尼亞
50°58′12″N 29°18′11″E / 50.97000°N 29.30306°E
科斯尼亞（烏克蘭語：Косня），是烏克蘭北部的村莊，隸屬日托米爾州的科羅斯滕區。該村始建於1928年，面積0.63平方公里，海拔高度167米，2001年人口81，人口密度每平方公里128.37人。